# Étienne Parfait Martin Maurel de Mons
Étienne Parfait Martin Maurel de Mons (Aix-en-Provence, 18 aprile 1752 – Avignone, 4 ottobre 1830) è stato un arcivescovo cattolico francese.

## Biografia
Proveniente dalla famiglia dei Maurel de Villeneuve de Mons, trascorse i suoi primi anni a Volonne. Prima della rivoluzione era canonico ad Aix e poi Vicario generale della diocesi di Viviers. Egli non seguì il comportamento del vescovo di Viviers, Carlo II de La Font de Savine, che aderì alla Costituzione civile del clero.
Dopo il Concordato del 1801 divenne Vicario generale dell'arcivescovo di Parigi, cardinale Belloy-Morangle.
Nel 1803, dopo la morte di monsignor Marc-Antoine de Noé, era stato designato alla cattedra episcopale di Troyes, ma il Primo Console, dietro consiglio dello zio, cardinale Joseph Fesch, revocò questa scelta, preferendo porre su quella sede un prelato di maggior esperienza, monsignor Louis-Apollinaire de La Tour du Pin-Montauban, già vescovo di Nancy (1777-1783) e poi arcivescovo di Auch (1783-1801), la cui sede nel 1801 era stata soppressa ed incorporata in quella di Agen.
Egli fu poi nominato vescovo nel 1805 e gli venne assegnata la sede di Mende il 30 gennaio di quell'anno e la scelta venne confermata dalla Curia romana il 22 marzo successivo. Étienne Parfait fu consacrato vescovo a Parigi nella Cattedrale di Notre-Dame il 21 aprile dallo stesso arcivescovo Belloy-Morangle, coadiuvato da Jean-Baptiste de Chabot, vescovo emerito di Mende e da Claude André, vescovo dimissionario di Quimper.
Uno dei suoi zii, Joseph-Robin Morel de Mons, era stato vescovo di Viviers dal 1748 al 1778 ed il nuovo vescovo chiese di poter amministrare anche quella diocesi, annessa per il momento, a quella di Mende.
Egli si mostrò vigilante ed attivo, non solo visitando la sua diocesi, che allora si estendeva su due dipartimenti, ma esercitando egli stesso le funzioni del suo ministero ordinario e confessando all'interno della sua cattedrale.
Il 6 giugno 1808 ricevette la nomina a barone dell'Impero, con diritto di trasmissione del titolo ad uno dei suoi nipoti; egli prese parte inoltre al Concilio di Parigi del 1811, tenutosi nel mese di giugno di quell'anno.
Dopo aver guidato la diocesi di Mende per sedici anni, a Morel de Mons venne assegnata, l'8 agosto 1821, la sede di Avignone, riportata al rango di arcidiocesi dopo che nel 29 novembre 1801 era stata ridimensionata a livello di diocesi semplice (la nomina regia venne confermata da Roma il 24 settembre).
Nella Cattedrale di Notre-Dame des Doms d'Avignon fece eseguire lavori di restauro e aggiungere al campanile una nuova, grossa campana con funzione di bordone.
Con l'ordinanza del 5 novembre 1827 egli venne creato, insieme a molti altri, membro della Camera dei Pari di Francia, dalla quale verrà poi escluso dopo la rivoluzione del luglio 1830 a causa del suo convinto legittimismo.
Da quel momento la sua salute cominciò a declinare e, rientrato ad Avignone dopo un soggiorno per motivi di salute a Nizza, vi morì il 4 ottobre 1830 a causa di un attacco apoplettico.

## Genealogia episcopale e successione apostolica
La genealogia episcopale è:
- Cardinale Scipione Rebiba
- Cardinale Giulio Antonio Santori
- Cardinale Girolamo Bernerio, O.P.
- Arcivescovo Galeazzo Sanvitale
- Cardinale Ludovico Ludovisi
- Cardinale Luigi Caetani
- Vescovo Giovanni Battista Scanaroli
- Cardinale Antonio Barberini
- Arcivescovo Charles-Maurice Le Tellier
- Arcivescovo Jean-Baptiste-Michel Colbert de Saint-Pouange
- Vescovo Olivier Jégou de Kervilio
- Arcivescovo Louis de La Vergne-Montenard de Tressan
- Cardinale Étienne-René Potier de Gesvres
- Cardinale Jean-Baptiste de Belloy-Morangle
- Arcivescovo Etienne Parfait Martin Maurel de Mons

La successione apostolica è:
- Vescovo Abbon-Pierre-François Bonnel de la Brageresse (1826)